# Kremsmünster
Kremsmünster è un comune austriaco di 6 538 abitanti nel distretto di Kirchdorf an der Krems, in Alta Austria; ha lo status di comune mercato (Marktgemeinde). Nel territorio del comune sorge l'abbazia di Kremsmünster, monastero benedettino fondato nel 777 da Tassilone III di Baviera.